# Dimetilacetamida
La N,N-Dimetilacetamida (abreviada DMAc o simplemente DMA) es un disolvente orgánico de carácter polar ampliamente utilizado en síntesis orgánica, a nivel de laboratorio como a nivel farmacéutico, así como el la industria textil en el hilado de fibras sintéticas y en la síntesis de pesticidas.  Su fórmula química es CH3C(O)N(CH3)2. 

## Estructura y propiedades
La DMAc un disolvente "amídico" (como la N,N-dimetilformamida, y la N-metilpirrolidona) por contener el grupo amida en su estructura química. Es soluble en agua, incoloro-amarillento y transparente aunque presenta cierto olor a pescado o "aminado" detectable a concentraciones superiores a 44 ppm (163 mg/m³).